# Wolfgang Nešković

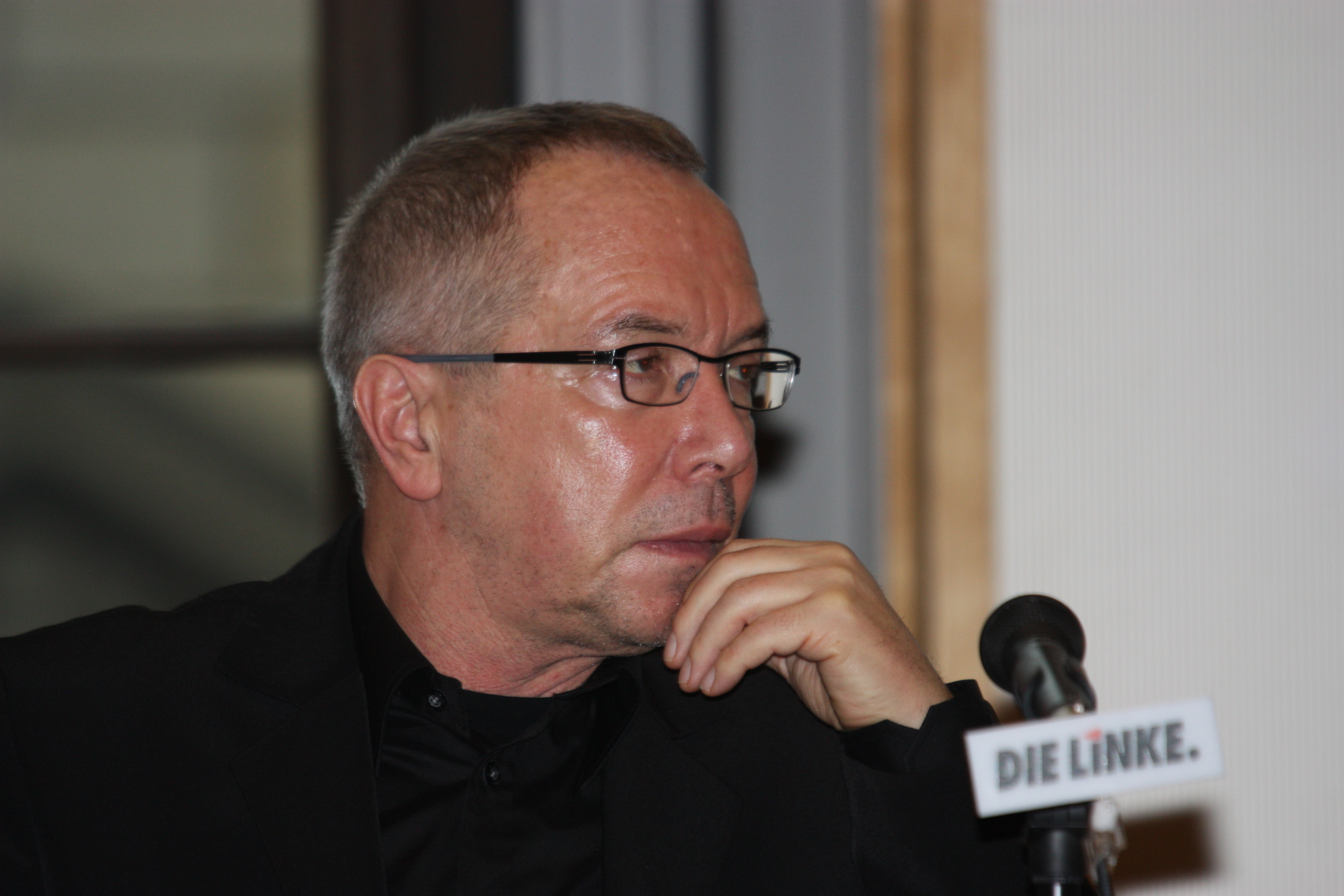
Wolfgang Nešković (2009)

Wolfgang-Dragi Willi Nešković (* 3. Juni 1948 in Lübeck) ist ein parteiloser deutscher Politiker und ehemaliger Richter am Bundesgerichtshof. Er war Mitglied in der SPD, bei den Grünen und saß für Die Linke im Deutschen Bundestag. Sieben Jahre lang war er Mitglied des Parlamentarischen Kontrollgremiums, das die Aktivitäten des Geheimdienstes kontrolliert. Nach seinem Austritt aus der Linksfraktion im Dezember 2012 war er bis 2013 der einzige fraktionslose Abgeordnete im 17. Deutschen Bundestag. 2015 übernahm er die Herausgeberschaft der deutschen Ausgabe des CIA-Folterberichts. In seiner Geburtsstadt Lübeck war er von 2018 bis 2023 in der Bürgerschaft kommunalpolitisch tätig, er gehörte zunächst der Fraktion „Die Unabhängigen“, danach der „Fraktion 21“ an.

## Leben und Beruf
Der Sohn eines serbischen Maurers und einer deutschen Schneiderin absolvierte nach dem Abitur im Jahr 1968 am Johanneum zu Lübeck ein Studium der Rechtswissenschaft an der Universität Hamburg, das er 1974 mit dem ersten juristischen Staatsexamen beendete. Anschließend war Wolfgang Nešković für ein Jahr wissenschaftlicher Assistent an der Universität Hamburg und leistete danach sein Referendariat ab, das er 1977 mit dem zweiten Staatsexamen abschloss. Anschließend war er als Rechtsanwalt in einer Anwaltskanzlei beim Oberlandesgericht Schleswig tätig. Im Jahr 1978 wurde er Richter im Landgerichtsbezirk Lübeck und 1981 schließlich Richter am Landgericht Lübeck. Im Jahr 1990 wurde er hier zum Vorsitzenden Richter ernannt.
Bekannt wurde Nešković durch seine Bemühungen im Bereich der Legalisierung von Cannabis. Seine Vorlage im Rahmen einer konkreten Normenkontrolle führte im Jahr 1994 zu dem Cannabis-Beschluss des Bundesverfassungsgerichts, mit dem die Strafbarkeit des Besitzes geringer Mengen zum Eigenverbrauch im Regelfall als verfassungsrechtlich unverhältnismäßig eingestuft wurde. Er ist Mitglied im Schildower Kreis, der sich für die Legalisierung von Drogen einsetzt.
Im Jahr 2001 wurde er zum Richter am Bundesgerichtshof gewählt, obwohl ihn der Präsidialrat des Gerichts als „fachlich nicht geeignet“ eingestuft hatte, weil er nie auf eigenen Wunsch zur Erprobung an einem Oberlandesgericht abgeordnet worden war. Die Wahl focht sein Konkurrent Olaf Hoepner, Vorsitzender Richter am Oberlandesgericht Schleswig, mit einer Konkurrentenklage an. Das Schleswig-Holsteinische Oberverwaltungsgericht lehnte die Klage im Eilverfahren Ende Juli 2002 endgültig ab, Nešković nahm seine Richtertätigkeit beim Bundesgerichtshof im August 2002 auf. Das Präsidium des Bundesgerichtshofs wies ihn dem IX. Zivilsenat zu. Seine Richtertätigkeit ruhte seit seiner Wahl zum Abgeordneten des Deutschen Bundestages im Jahr 2005.
Wolfgang Nešković war mehrere Jahre Mitglied des Bundesvorstands der Neuen Richtervereinigung und dessen Sprecher. Er ist Gründungsmitglied und einer der Vorstände des Instituts Solidarische Moderne.
Im Januar 2015 übernahm Nešković die Herausgeberschaft der deutschen Ausgabe des zwei Monate zuvor veröffentlichten CIA-Folterberichts, der die Folterpraxis der CIA im Zuge des „Krieges gegen den Terror“ dokumentierte, und zeigte auf, welche Bedeutung der Bericht für Deutschland und Europa hat. In seinem Vorwort ging er auf den Inhalt des Folterreports wie auch auf die Hintergründe in der US-amerikanischen Gesellschaft ein: „Eine deutliche Mehrheit der US-Amerikaner billigt die Foltermaßnahmen und diskutiert nicht über deren Zulässigkeit bzw. Unzulässigkeit, sondern allenfalls über deren Nützlichkeit.“ Er betonte, dass in Deutschland nicht die Justiz, sondern die Politik verantwortlich dafür sei, die Konsequenzen aus dem Bruch des Rechtes zu ziehen. Neskovic erhoffte sich deshalb eine Anweisung von Justizminister Heiko Maas – der nach der Veröffentlichung des CIA-Reports sagte: „Solche Methoden sind durch nichts gerechtfertigt. Alle Beteiligten müssen strafrechtlich zur Rechenschaft gezogen werden“ – an Generalbundesanwalt Harald Range, ein Verfahren zu eröffnen.
Im Jahr 2016 war er am Kapitalismustribunal in Wien beteiligt.

## Parteimitgliedschaften
In den Jahren 1979 bis 1994 war Nešković Mitglied der SPD, über zwölf Jahre Landesvorsitzender der Arbeitsgemeinschaft sozialdemokratischer Juristen und Mitglied des SPD-Landesvorstandes in Schleswig-Holstein.
Im Jahr 1995 wurde er Mitglied von Bündnis 90/Die Grünen und war von 1995 bis 1999 Landesvorsitzender der Landesarbeitsgemeinschaft Demokratie und Recht. Im Jahr 2000 sollte er wegen kritischer Äußerungen aus der Partei ausgeschlossen werden. Hintergrund war seine Aussage, wer grüne Ideen wählen wolle, dürfe nicht grün wählen. Zudem bezeichnete er im Zusammenhang mit dem Kosovokrieg Joschka Fischer als Außenminister als nicht mehr tragbar. Das Verfahren wurde mit einem Vergleich beendet.
Im Jahr 2005 trat Nešković bei den Grünen aus und errang für Die Linke bei der Bundestagswahl über die brandenburgische Parteiliste einen Sitz im Bundestag; bei der Bundestagswahl 2009 gewann er für dieselbe Partei ein Direktmandat im Wahlkreis Cottbus – Spree-Neiße. Wegen der Braunkohle-freundlichen Politik der Linken in Brandenburg trat er im Dezember 2012 aus der Bundestagsfraktion aus und kandidierte im selben Wahlkreis als unabhängiger Kandidat für die Bundestagswahl 2013. Ihm wurde eine Außenseiterchance zugestanden, er erhielt aber nur 8 Prozent der Stimmen.

## Abgeordneter
Ab 2005 war Nešković Mitglied des Deutschen Bundestages und dort der Linksfraktion. Er gehörte ab 2005 dem Parlamentarischen Kontrollgremium (PKGr) an und war Mitglied des Untersuchungsausschusses, der sich mit dem Fall Murat Kurnaz befasste. Im Dezember 2009 wurde er von der Mehrheit des Bundestages nicht in dieser Funktion bestätigt. Der Vorgang galt als unüblich, deswegen stellte die Linkspartei Nešković erneut zur Wahl. Im Januar 2010 wurde er im zweiten Anlauf mit der erforderlichen Mehrheit in das Parlamentarische Kontrollgremium gewählt, das er im Dezember 2012 verlassen musste. 2008/2009 war er darüber hinaus stellvertretender Vorsitzender der Fraktion Die Linke im Deutschen Bundestag.
Seit 2009 war er direkt gewählter Abgeordneter des Wahlkreises 65 (Cottbus/Spree-Neiße) in Brandenburg im Bundestag und war in dieser Legislaturperiode Leiter des Wahlausschusses und Mitglied des Richterwahlausschusses.
Am 23. Januar 2007 berichtete die Presse, dass in Neškovićs Büro zwei „Abhörgeräte“ gefunden worden seien. Diese entpuppten sich als Computermikrofone, die von zwei rheinländischen SPD-Mitarbeitern, die früher die Büroräume genutzt hatten, zum Scherz auf den Lampen abgelegt worden waren.
Nešković, der bereits als Mitglied der SPD und der Grünen parteiinterne Kritik öffentlich gemacht hatte, äußerte sich als Linken-Abgeordneter auch kritisch über die Politik der Linken. So erklärte er in einem Zeitungsinterview am 29. Dezember 2010, er fürchte bezogen auf die Landespolitik der Linken in Brandenburg, dass die Sozialdemokraten sie links überholen würden. Den brandenburgischen Wirtschaftsminister Ralf Christoffers von den Linken bezeichnete er als eine Fehlbesetzung, weil er Politik rechts von der SPD mache.
Am 13. Dezember 2012 erklärte Nešković seinen Austritt aus der Linksfraktion. Seinen Schritt begründete er mit Anfeindungen, nachdem er die rot-rote Landesregierung von Brandenburg (Kabinett Platzeck III) kritisiert hatte. Eine Mitgliedschaft in einer Fraktion sei damit nicht vereinbar. Bei der Bundestagswahl 2013 trat er als parteiloser Kandidat im Bundestagswahlkreis Cottbus – Spree-Neiße an, um sein Direktmandat zu verteidigen und erhielt 8,1 % der Erststimmen. Das Direktmandat ging an den Bewerber der CDU, Klaus-Peter Schulze, der 35,9 % der Stimmen erhielt.
Bei der Kommunalwahl 2018 in Lübeck wurde er in die Bürgerschaft der Hansestadt gewählt. Er gehörte bis Juni 2021 der Fraktion der Wählerinitiative „Die Unabhängigen“ an, deren Gründungsmitglied er war. Er war Vorsitzender des Ausschusses für Kultur und Denkmalpflege der Bürgerschaft.

## Veröffentlichungen (Auswahl)
- Wolfgang Nešković (Hrsg.): Der CIA-Folterreport – Der offizielle Bericht des US-Senats zum Internierungs- und Verhörprogramm der CIA. Westend-Verlag, 624 S. ISBN 978-3-86489-093-2.
- Wir benötigen die passenden Verfassungsentwürfe. In: Haus Bartleby (Hrsg.): Das Kapitalismustribunal. Zur Revolution der ökonomischen Rechte (Das rote Buch). Herausgegeben von Alix Faßmann, Anselm Lenz und Hendrik Sodenkamp. Übersetzt von Corinna Popp, Viktor Kucharski, Anselm Lenz. Haus Bartleby e. V., Wien: Passagen Verlag 2016, ISBN 978-3-7092-0220-3, S. 19–24.